# Quaqua albersii
Quaqua albersii är en oleanderväxtart som beskrevs av D.C.H. Plowes. Quaqua albersii ingår i släktet Quaqua och familjen oleanderväxter. Inga underarter finns listade i Catalogue of Life.